# Farnborough, London
Farnborough är en ort i Storbritannien.   Den ligger i grevskapet Greater London och riksdelen England, i den södra delen av landet, 21 km sydost om huvudstaden London. Farnborough ligger 110 meter över havet och antalet invånare är 9 033.
Terrängen runt Farnborough är lite kuperad, och sluttar norrut. Runt Farnborough är det tätbefolkat, med 881 invånare per kvadratkilometer. Närmaste större samhälle är Beckenham, 8,5 km nordväst om Farnborough. Trakten runt Farnborough består till största delen av jordbruksmark.